# Metropolitan Police Service

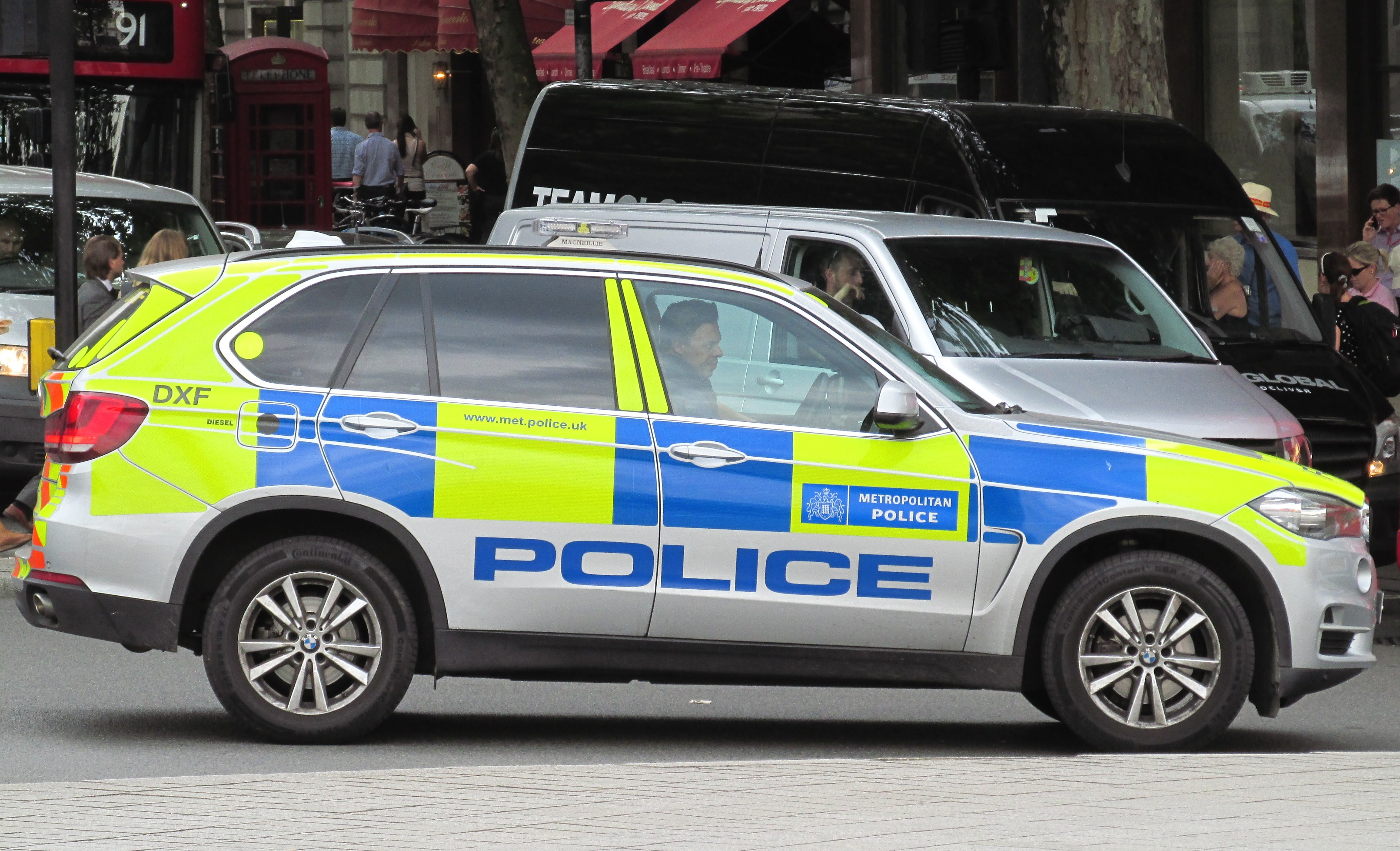
Un'auto della Met a Trafalgar Square

Il Metropolitan Police Service (MPS, Servizio di polizia metropolitana; chiamato con il precedente nome di Metropolitan Police, Polizia metropolitana o nel linguaggio comune The Met, negli atti normativi spesso viene indicato come Police of the Metropolis, Polizia della metropoli) è una forza di polizia del Regno Unito, responsabile per l'area della Grande Londra, in Inghilterra, con l'eccezione della City, che dispone di una sua forza di polizia, la City of London Police.
La sede della Met è New Scotland Yard, a Westminster, comunemente nota come Scotland Yard. Il Metropolitan Police Service ha inoltre giurisdizione su tutta l'Inghilterra e su tutto il Galles.

## Organizzazione
A capo della Metropolitan Police vi è il Commissioner of Police of the Metropolis (Commissario della Polizia della Metropoli). Il commissario risponde dell'operato della forza di polizia di fronte alla Metropolitan Police Authority. Nel 2017 tale incarico è stato ricoperto da Cressida Dick, prima donna al vertice del corpo di polizia.  È sotto il controllo dell'Ispettorato di Sua Maestà delle forze di polizia per l'Inghilterra e il Galles (HMIC).
Uno dei suoi reparti di eccellenza è il Parliamentary and Diplomatic Protection Command che si occupa della sorveglianza e protezione di installazioni sensibili ubicate nell'area della grande Londra, come palazzi governativi, ambasciate ed altre istituzioni internazionali.

## Area di competenza

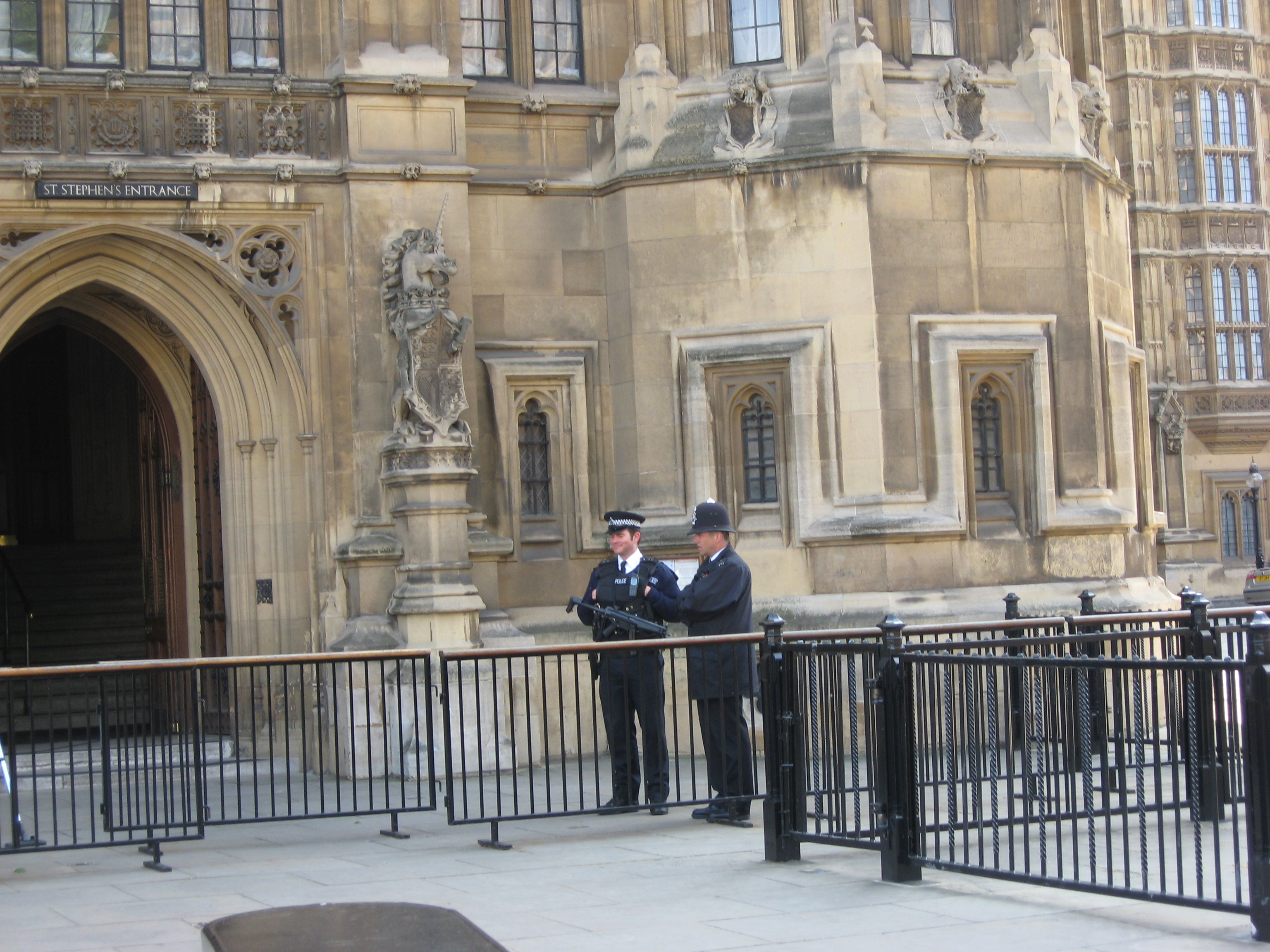
Due agenti della "Met" presidiano i palazzi del Parlamento del Regno Unito. Quello sulla sinistra (per chi guarda) imbraccia una pistola mitragliatrice MP5.

Il Metropolitan Police Service opera nell'area conosciuta come Metropolitan Police District (MPD), che attualmente coincide con la Grande Londra, ad esclusione della City. La Met ha giurisdizione anche su tutta l'Inghilterra e il Galles e, per particolari situazioni, anche su Scozia e Irlanda del Nord. Tuttavia la Scozia e l'Irlanda del Nord hanno anche un corpo di polizia indipendente, che si occupa di trattare la maggior parte dei casi; per la Scozia parliamo della Police Scotland e per l'Irlanda del Nord del Police Service of Northern Ireland (fino al 2001 Royal Ulster Constabulary).
Prima del 1º aprile 2000, il MPD si estendeva su un'area più vasta che copriva parti delle contee del Surrey, dell'Hertfordshire e dell'Essex, più precisamente Epsom and Ewell, i distretti di Hertsmere e Spelthorne, Banstead, Cheshunt, Chigwell, Esher, Northaw and Cuffley e Waltham Abbey.
Oltre al Metropolitan Police Service e alla City of London Police, nell'area della Grande Londra opera anche la Ministry of Defence Police (responsabile per gli edifici del Ministero della Difesa) e la British Transport Police (operativa sulle linee ferroviarie, nella Metropolitana, sul Tramlink e sulla Docklands Light Railway).
La Royal Parks Constabulary, che pattugliava i principali parchi cittadini fu assorbita nella Metropolitan Police nel 2004. Esistono ancora degli esigui corpi di polizia che operano in alcuni parchi come il Royal Botanic Gardens Constabulary (nei Royal Botanic Gardens di Kew) e l'Hampstead Heath Constabulary, i cui ufficiali hanno pieni poteri di polizia nei limiti della loro giurisdizione.

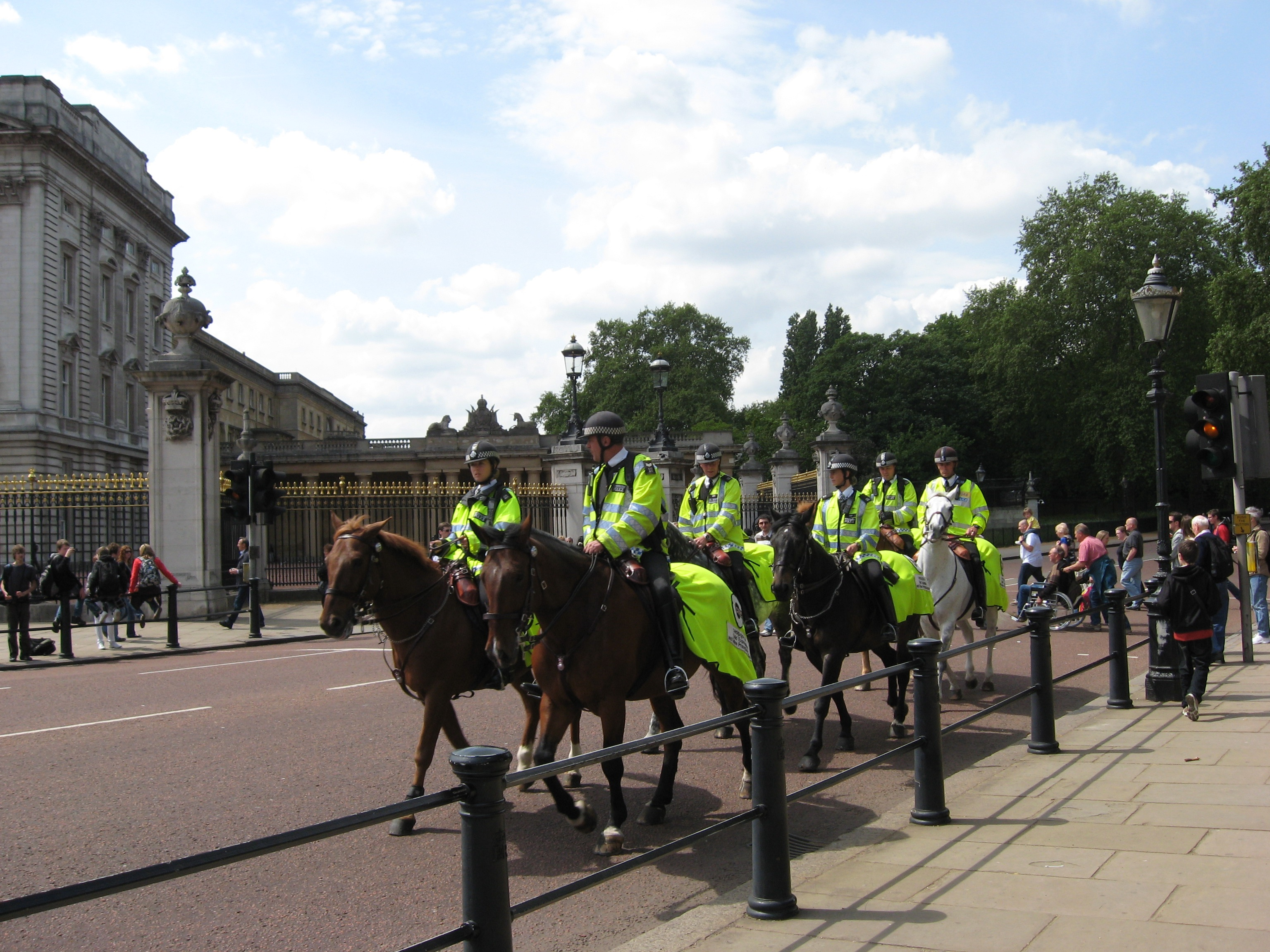
Una formazione a cavallo della "Met", proveniente da Constitution Hill, transita di fronte a Buckingham Palace dopo aver svolto servizio di ordine pubblico per una cerimonia di cambio della guardia al palazzo reale.

La Metropolitan Police ha dei Borough Operational Command Unit per ognuno dei 32 quartieri di Londra e un'altra per l'aeroporto di Heathrow.

## I reparti
Dal 2015 è suddivisa in quattro directorates (direzioni):
Frontline Policing (polizia territoriale)
- 12 Basic Command Units (polizia di quartiere)
- Royal Parks Operational Command Unit (parchi)
- Roads and Transport Policing Command (strade e trasporti urbani)

Specialist Operations (operazioni speciali)
- Protection Command (Comando scorte)
  - Parliamentary and Diplomatic Protection
  - Royalty and Specialist Protection
- Counter Terrorism Command (antiterrorismo)

Met Operations (reparti operativi)
- Met Ops Chief Officer Team (MO1)
- Met Intelligence (MO2)
- Covert Policing (MO3)
- Forensic Services (MO4)
- Covert Governance (MO5)
- Public Order Planning (MO6)
- Taskforce (MO7)
- Met Detention (MO9)
- Met Prosecutions (MO10)
- Operational Support Services (MO11)
- MetCC (MO12)
- Specialist Firearms Command (MO19)

Directorate of Professionalism (personale e formazione)

## Gradi
Il Met usa gli stessi gradi delle altre forze di polizia inglesi, ad eccezione dei livelli superiori a quello del sovrintendente capo. Il rango è indicato su apposite spalline, sulle quali, limitatamente ai gradi più bassi, sono visibili anche i relativi numeri identificativi degli agenti, in linea con quanto previsto nella "Dress Code Policy".
I gradi della forza di polizia sono i seguenti:
- Police Constable (Agente di Polizia)
- Sergeant (Sergente)
- Inspector (Ispettore)
- Chief Inspector (Ispettore Capo)
- Superintendent (Sovrintendente)
- Chief Superintendent (Sovrintendente Capo)
- Commander (Comandante)
- Deputy assistant commissioner (Vice Commissario Aggiunto oppure Vice Assistente Commissario)
- Assistant Commissioner (Commissario Aggiunto oppure Assistente Commissario)
- Deputy Commissioner (Vice Commissario)
- Commissioner (Commissario)

Il Metropolitan Police Service ha dei gradi separati per quanto concerne i volontari e il Metropolitan Special Constabulary (MSC). I membri del Criminal Investigation Department (CID) fino al rango di Sovrintendente Capo hanno il prefisso "Detective" prima del relativo grado.